# 1949 en Saskatchewan
Chronologie de la Saskatchewan
- 1945
- 1946
- 1947
- 1948
- 1949
- 1950
- 1951
- 1952
- 1953

Cette page concerne des événements d'actualité qui se sont produits durant l'année 1949 dans la province canadienne de la Saskatchewan.

## Politique
- Premier ministre : Tommy Douglas
- Chef de l'Opposition :
- Lieutenant-gouverneur : John Michael Uhrich
- Législature :

## Naissances

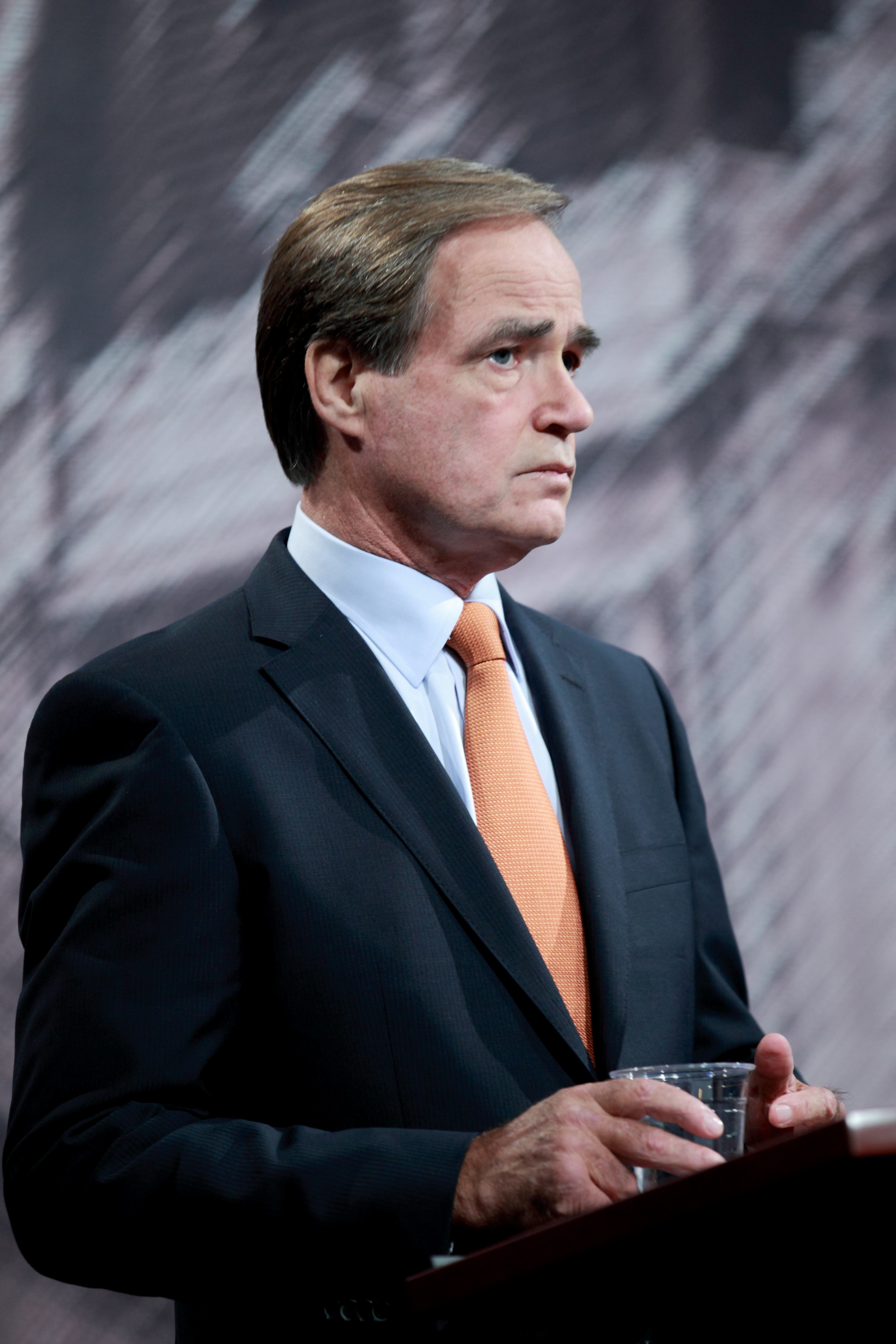
Dwain Lingenfelter

- 27 février : Dwain Lingenfelter (né à Shaunavon) est un homme d'affaires, fermier et homme politique saskatchewanais (canadien), il était le chef du Nouveau Parti démocratique de la Saskatchewan et Chef de l'Opposition officielle de la Saskatchewan du  6 juin 2009 au 19 novembre 2011. Il était le député provinciale de la circonscription du Parc Douglas de Regina à l'élection partielle de 2009 jusqu'il fut défait par le candidat du Parti saskatchewanais Russ Marchuk lors de l'élection générale du lundi 7 novembre 2011.

- 5 octobre : Ralph Goodale Edward, né  à Regina, est un homme politique canadien. Il occupe de 2003 à 2006 le poste de ministre des Finances du Canada. Il est encore député fédéral libéral. En 2006, Bill Graham, alors chef intérimaire des libéraux, le nomme leader de l'opposition à la Chambre, poste qu’il conserve sous la direction de Stéphane Dion et de Michael Ignatieff jusqu'en septembre 2010, année où il est promu leader adjoint.

- 14 octobre : Dave Schultz (né à Waldheim) est un joueur professionnel canadien de hockey sur glace qui évoluait au poste d'ailier gauche.